# Abutilon lobulatum
Abutilon lobulatum là một loài thực vật có hoa trong họ Cẩm quỳ. Loài này được Domin mô tả khoa học đầu tiên năm 1928.